# 회중석

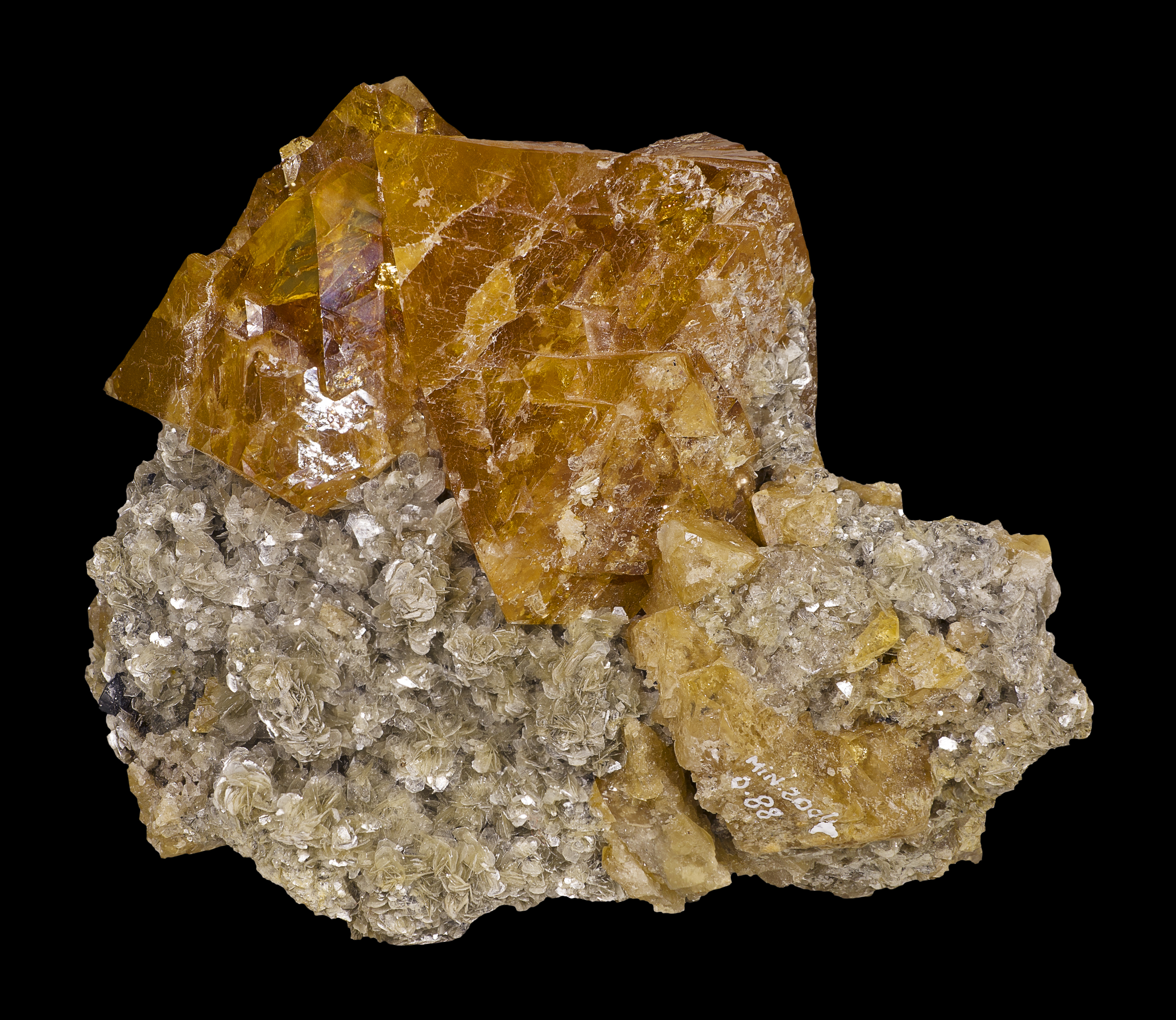
회중석

회중석(영어: scheelite)은 텅스텐을 추출할 수 있는 광물이다. 화학성분은 CaWO4이며, 정방정계의 결정형을 보인다. 자연상태에서는 순수한 회중석의 결정형을 찾아보기 쉽지 않다. 강도는 4.5~5정도의 굳기를 가지며, 비중은 5.9~6.1의 높은 비중을 갖는다. 주로 반투명의 백색 또는 노랑, 갈색, 회색으로 다양하게 나타나며 조흔색은 흰색이다. 광택은 지방광택을 보인다.
| 화학조성 | CaWO4            | CaWO4  | CaWO4   |
| -------- | ---------------- | ------ | ------- |
| 강도     | 4.5-5            | 비중   | 5.9-9.1 |
| 색       | 노랑, 회색, 갈색 | 조흔색 | 흰색    |
| 광택     | 지방광택         | 투명도 | 반투명  |